# Israelitischer Friedhof Wiener Neustadt

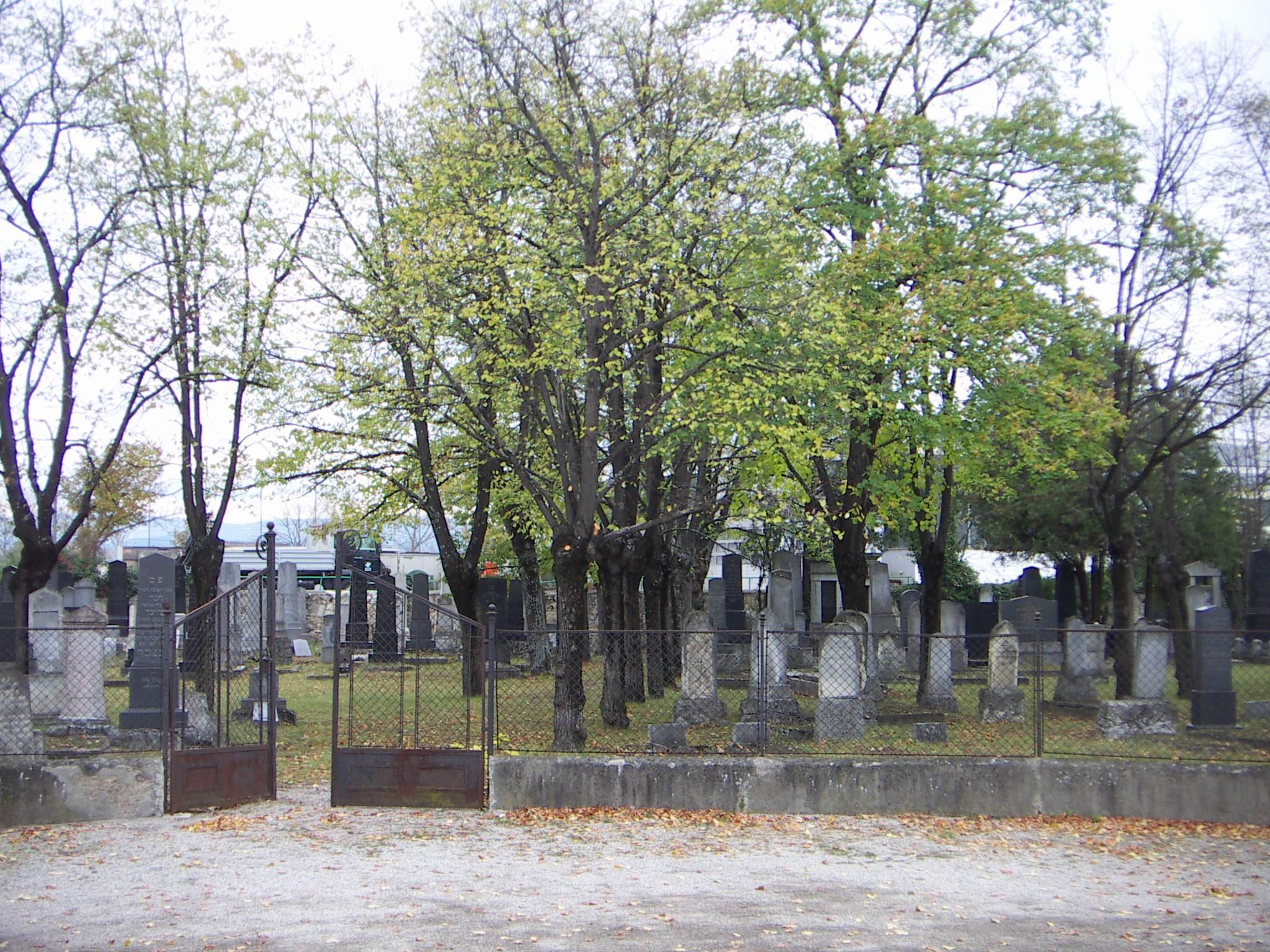
Israelitischer Friedhof in Wiener Neustadt (2009)

Der Israelitische Friedhof Wiener Neustadt befindet sich in der Statutarstadt Wiener Neustadt in Niederösterreich. Der israelitische Friedhof, der 1888/89 angelegt wurde, liegt an der östlich verlaufenden B 17 (Wiener Neustädter Straße) (Wiener Straße 95 a).

## Geschichte
Nach dem Revolutionsjahr 1848 durften sich zum ersten Mal seit 1500 Juden wieder frei in Wiener Neustadt ansiedeln. Das führte vor allem nach der in Artikel 14 des Staatsgrundgesetzes von 1867 bestimmten staatlichen Gleichberechtigung aller Bürger jeder Konfession und Religion zum Entstehen einer jüdischen Gemeinde, die am 4. Mai 1871 auch formell als Israelitische Kultusgemeinde Wiener Neustadt konstituiert wurde. 
Für die Verstorbenen der wachsende Gemeinde gab es zunächst keine Begräbnisstätte; die Toten wurden in ihre Herkunftsorte überführt und dort bestattet. Da dies mit zunehmenden Schwierigkeiten und auch Kosten verbunden war, bemühte sich der Vorstand der Kultusgemeinde um Ankauf eines für einen Friedhof geeigneten Grundstücks und konnte schließlich (nach einem gescheiterten ersten Versuch) am 11. Dezember 1888 von der Stadtgemeinde die an der Wiener Straße gelegene Parzelle 2283 „zur Errichtung eines israelitischen Friedhofs“ um 200 Gulden ankaufen.
Das Gelände wurde mit einer zwei Meter hohen Mauer eingefriedet. Im östlichen Zugangsbereich wurden ein Gärtnerhaus und ein Leichenhaus errichtet, die das Eingangsportal flankieren. Pläne für eine prunkvolle Zeremonienhalle wurden nicht verwirklicht.
Das erste Begräbnis fand am 20. November 1889 statt. Bis zur Vernichtung der jüdischen Gemeinde Wiener Neustadts in der Schoah und Auflösung der Kultusgemeinde am 3. April 1940 wurde über 250 Personen in dem Friedhof beerdigt. 1940 erwarb die Stadtgemeinde das Areal.
In den Novemberpogromen 1938 blieb der Friedhof unangetastet. Obwohl in der Industriezone der Stadt gelegen, erlitt er auch während der schweren Luftangriffe auf Wiener Neustadt keine Beschädigungen. 
Nach dem Ende des Zweiten Weltkriegs wurde in Wiener Neustadt nicht wieder eine israelitische Kultusgemeinde gegründet. Die Stadtgemeinde restituierte 1952 den Friedhof und kümmerte sich auch um dessen Erhaltung, was aber dessen Verwahrlosung und Verfall nicht verhinderte, sodass im Frühjahr 2007 auch eine Privatinitiative eine Säuberungs- und Aufräumaktion durchführte.
Die Historie des jüdischen Friedhofs ist inzwischen seit 2010 durch die „Lern- und Gedenkstätte Jüdischer Friedhof Wiener Neustadt“ dokumentiert und die Biografien der hier Begrabenen wurden aufgezeichnet.